# Loučky (Svatý Jiří)
Loučky (německy Loutschek) jsou malá vesnice a část obce Svatý Jiří v okrese Ústí nad Orlicí. Nachází se asi 1,5 kilometru severozápadně od Svatého Jiří. Prochází zde silnice II/315. Loučky jsou také název katastrálního území o rozloze 1,8 km².

## Historie
První písemná zmínka o vesnici pochází z roku 1292.